# Hovhannes VIII (ormiański patriarcha Jerozolimy)
Hovhannes VIII (ur. ?, zm. ?) – w roku 1680 ormiański Patriarcha Jerozolimy.